# Unité urbaine de Castillon-la-Bataille
L'unité urbaine de Castillon-la-Bataille est une unité urbaine française des départements de la Gironde et de la Dordogne, centrée sur la ville de Castillon-la-Bataille.

## Données globales
Dans le zonage réalisé par l'Insee en 1999, l'unité urbaine (l'agglomération) de Castillon-la-Bataille est composée de trois communes, dont deux en Gironde, dans l'arrondissement de Libourne, et une en Dordogne, dans l'arrondissement de Bergerac.
En 2010, selon l'Insee, l'unité urbaine de Castillon-la-Bataille est composée des trois mêmes communes.
Lors de la redéfinition des périmètres des unités urbaines de 2020, l'unité urbaine de Castillon-la-Bataille a intégré la commune girondine de Saint-Étienne-de-Lisse, portant ainsi son nombre de communes à quatre.

## Composition de l'unité urbaine

### Compositions 1999 et 2010
En 1999 et 2010, l'unité urbaine était composée des trois communes suivantes : Castillon-la-Bataille, Lamothe-Montravel et Saint-Magne-de-Castillon,.

### Composition 2020
La liste ci-dessous, établie par ordre alphabétique, indique les communes appartenant à l'unité urbaine de Castillon-la-Bataille, selon la délimitation de 2020, avec leur population municipale, issue du recensement le plus récent :
| Nom                      | Code Insee | Statut | Superficie (km2) | Population (dernière pop. légale) | Densité (hab./km2) |
| ------------------------ | ---------- | ------ | ---------------- | --------------------------------- | ------------------ |
| Castillon-la-Bataille    | 33108      |        | 5,68             | 3 320 (2022)                      | 585                |
| Lamothe-Montravel        | 24226      |        | 11,63            | 1 430 (2022)                      | 123                |
| Saint-Étienne-de-Lisse   | 33396      |        | 7,09             | 181 (2022)                        | 26                 |
| Saint-Magne-de-Castillon | 33437      |        | 13,87            | 2 149 (2022)                      | 155                |

## Évolution démographique
L'évolution démographique ci-dessous concerne l'unité urbaine selon le périmètre défini en 2020.
| 1968  | 1975  | 1982  | 1990  | 1999  | 2006  | 2011  | 2016  | 2022  |
| ----- | ----- | ----- | ----- | ----- | ----- | ----- | ----- | ----- |
| 5 744 | 5 982 | 6 109 | 6 140 | 6 370 | 6 551 | 6 305 | 6 708 | 7 080 |

Histogramme

(élaboration graphique par Wikipédia)